# Lộc Thuận, Vĩnh Long
Lộc Thuận là một xã thuộc tỉnh Vĩnh Long, Việt Nam.

## Địa lý
Xã Lộc Thuận có vị trí địa lý:
- Phía đông giáp xã Thạnh Trị.
- Phía tây giáp xã Phú Thuận và Châu Hưng.
- Phía nam giáp xã Châu Hòa, ranh giới là sông Ba Lai.
- Phía bắc giáp tỉnh Đồng Tháp, ranh giới là sông Mỹ Tho.

Xã Lộc Thuận có diện tích 42,7 km², dân số năm 2025 là 28.704 người, mật độ dân số đạt 672 người/km².

## Lịch sử
Ngày 3 tháng 4 năm 1979, Hội đồng Chính phủ ban hành Quyết định số 141-CP về việc thành lập xã Phú Vang trên cơ sở một phần của xã Lộc Thuận.
Ngày 30 tháng 1 năm 2018, UBND tỉnh Bến Tre ban hành Quyết định số 232/QĐ-UBND về việc công nhận Trung tâm xã Lộc Thuận là đô thị loại V.
Ngày 24 tháng 10 năm 2024, Ủy ban Thường vụ Quốc hội ban hành Nghị quyết số 1237/NQ-UBTVQH15 về việc sắp xếp đơn vị hành chính cấp xã của tỉnh Bến Tre giai đoạn 2023 – 2025 (nghị quyết có hiệu lực từ ngày 1 tháng 12 năm 2024). Theo đó, sáp nhập toàn bộ 10,30 km² diện tích tự nhiên, quy mô dân số là 5.332 người của xã Phú Vang vào xã Lộc Thuận.
Xã Lộc Thuận có 22,05 km² diện tích tự nhiên và quy mô dân số là 14.024 người.
Ngày 16 tháng 6 năm 2025, Ủy ban Thường vụ Quốc hội ban hành Nghị quyết số 1687/NQ-UBTVQH15 về việc sắp xếp các đơn vị hành chính cấp xã của tỉnh Vĩnh Long năm 2025. Theo đó, sắp xếp toàn bộ diện tích tự nhiên, quy mô dân số của các xã Lộc Thuận, Vang Quới Đông và Vang Quới Tây thành xã mới có tên gọi là xã Lộc Thuận.
Sau khi sáp nhập, xã Lộc Thuận có 42,7 km² diện tích tự nhiên và dân số 28.704 người.